# 海王英特龍
深圳市海王英特龍生物技術股份有限公司，簡稱深圳市海王英特龍生物技術股份、深圳市海王英特龍生物技術、深圳市海王英特龍生物、深圳市海王英特龍、深圳海王英特龍，以及海王英特龍（英語：Shenzhen Neptunus Interlong Bio-technique Company Limited，港交所：8329），則在1994年由深圳市新鵬投資發展公司、中國預防醫學科學院病毒學研究所，以及深圳市思威達生物科技有限公司共同創立，前身為「深圳市英特龍生物技術有限公司」。直至1999年出售給海王生物工程有限公司，也就是前身為「深圳市海王英特龍生物技術有限公司」。
現時業務則在國內經營生產及銷售製藥產品，董事長為張鋒，總裁柴向東。
股份則在2005年9月12日於港交所創業板上市，招股價0.38至0.48港元之間，發行股份為236,670,000股H股，集資額為約9100萬港元。
總部位於中國廣東省深圳市南山區郎山二路北海王技術中心科研大樓1棟1樓。

## 連結
- Interlong.com （页面存档备份，存于）